# Sant Eudald de Jou
L'ermita de Sant Eudald de Jou (també anomenat Sant Eudald dels Vilars), situada al terme municipal de Montagut i Oix, és d'origen romànic. És un edifici d'una sola nau amb un absis semicircular molt modificat el segle xvii. Més tard, es va afegir un pis i un porxo que cobreix la façana sud i la part de ponent. Situat en un torrent, a mà dreta de la carretera de Castellfollit de la Roca a Oix. Per arribar-hi, cal agafar un camí de terra, que neix poc abans de la fàbrica de ciment de Can Bundanci.

## Descripció
Tot i que ha sofert moltes modificacions, es conserva en la part baixa l'estructura romànica original, amb l'absis arrodonit, la volta apuntada i el campanar d'espadanya que s'insinua a la façana de ponent. Al segle xviii es construí l'habitatge que ocupa tota la part superior de la nau, s'hi afegí el porxo d'entrada i s'adossà a la paret de migdia la galeria que es veu actualment. En aquesta mateixa època, hom modificarà la façana de ponent, obrint-hi dues finestres, una a cada costat de la porta. La porta Conserva les ferramentes d'època romànica malgrat que fou substituïda per una de nova al segle xviii. El forrellat és acabat en cap de drac i presenta diverses decoracions geomètriques que es repeteixen a la resta de les ferramentes. Als batents de fusta es gravà la següent inscripció: 1651 · S // EUDALI ·

## Notícies històriques
Sembla evident que el topònim Jou prové de la situació del temple a redós d'un collet de rostos suaus entre la muntanya del Cos i la Serra de Palomeres. Apareix citada l'esglesiola a les Rationes Decimarum Hispaniae dels anys 1279 i 1280, amb la denominació «...eclesia de Jugo...». Segons l'historiador Francesc Monsalvatje, l'any 1386 s'hi representaven unes funcions semblants als Autos Sacramentales castellans.
Aquesta era una església parroquial fins que el 1592 la parròquia va ser unida a la de Montagut.
.